# St Mary le Strand
St Mary le Strand (ang. St Mary le Strand) – kościół anglikański znajdujący się przy ulicy Strand w gminie Westminster w centrum Londynu. Oficjalny kościół Women’s Royal Naval Service.

## Historia
Kościół powstał w miejscu tradycyjnych majówek organizowanych od XVI wieku na polu przy dojeździe do Somerset House, który powstał w miejscu wyburzonego w 1549 przez Edwarda I, księcia Somerset, pierwszego kościoła St Mary le Strand. Budowa nowego kościoła rozpoczęła się w  1714 roku w ramach programu budowy pięćdziesięciu nowych kościołów. Architektem został James Gibbs, dla którego był to pierwszy projekt po powrocie z Włoch. Budowa została zakończona w 1717 roku, ale konsekracja przez biskupa Londynu Edmunda Gibsona odbyła się dopiero w 1724 roku. 

## Architektura
Zewnętrzna fasada budynku inspirowana barokowymi fasadami kościołów Rzymu, gdzie studiował architekt kościoła Gibbs.